# Seznam arabskih astronomov
Seznam arabskih astronomov.

## A
- Kalid Ben Abdulmelik
- Abu Mašar
- Abul Vefa
- Al-Battani
- Al-Fazari
- Al-Hvarizmi
- Albatani

## F
- Al-Fargani

## G
- Geber

## I
- Ali Ben Isa

## K
- Kušiar

## Š
- Ibn aš-Šatir

## T
- Tabit ibn Kora
- Taki al-Din

## V
- Abul Vefa (Iran, 940 – 998)